# Orthaltica bengalensis
Orthaltica bengalensis es una especie de insecto coleóptero de la familia Chrysomelidae.
Fue descrita científicamente en 1979 por Basu & Sengupta.